# 이소율
이소율(1996년 9월 14일~)은 대한민국의 배우이다. 걸그룹 다이아의 서브보컬을 맡았으며 제니(Jenny)라는 예명을 사용했다. 데뷔 전에는 여자친구의 데뷔조였다. 2019년 7월 6일 무릎연골연화증으로 팀을 탈퇴하였다.

## 학력
- 서울공연예술고등학교 연기예술과 (졸업)

## 가수 외 활동

### 드라마
| 연도 | 방송        | 제목           | 역할   |
| ---- | ----------- | -------------- | ------ |
| 2020 | Seezn, 콬TV | 솔로 말고 멜로 | 마호영 |

### 예능
- tvN 《SNL 코리아 시즌9》 (2017년) - 28회
- tvN 《코미디 빅리그》 (2018년) - 275회
- MBC 에브리원 《주간 아이돌》 (2018년) - 374회
- KBS2 《불후의 명곡 - 바니걸스 편》 (2018년) - 참가자
- KBS2 《유희열의 스케치북》 (2018년) - 406회